# 夏目甕麿
夏目 甕麿（なつめ みかまろ、安永2年5月5日（1773年6月24日） - 文政5年5月5日（1822年6月23日））は江戸時代後期の国学者。遠江国浜名郡白須賀（現・湖西市）の酒造業を営む名主の家の生まれ。幼名は小八郎。名は英積。通称は小八、のちに嘉右衛門。号は萩園など。加納諸平の父。弟子は八木美穂など。司馬江漢と交友があったという。酒好き。
寛政2年（1790年）名主職を継ぎ、同9年（1797年）、内山真龍門に。翌年、本居宣長の門人となった。宣長の没した享和元年（1801年）には本居春庭に入門、本居大平に兄事。
文化11年（1814年）隠居。地名の語学的研究を行い、文化13年（1816年）『駿河国号考』を著した。文政元年（1818年）『鈴屋大人都日記』などの出版費用を負担し家産傾く。翌年より近畿の山陵研究として岸和田、大坂、昆陽（現・伊丹市）などを転々とする。文政5年（1822年）、昆陽池で遊んで溺死。船から月を取ろうとしたのだという。享年50。墓は三河吉田普門寺、摂津伊丹正覚院。
主な著作に『吉野乃若菜』『万葉摘草』。